# Pulau Pagai Utara
Pulau Pagai Utara är en ö i Indonesien.   Den ligger i provinsen Sumatera Barat, i den västra delen av landet, 800 km nordväst om huvudstaden Jakarta. Arean är 622 kvadratkilometer.
Terrängen på Pulau Pagai Utara är lite kuperad. Öns högsta punkt är 331 meter över havet. Den sträcker sig 39,1 kilometer i nord-sydlig riktning, och 29,3 kilometer i öst-västlig riktning.